# 藤原興邦
藤原 興邦（ふじわら の おきくに）は、平安時代初期から前期にかけての貴族。藤原北家、参議・藤原常嗣の子。官位は従四位下・内蔵権頭。

## 経歴
承和年間に長く内舎人を務め、のち右衛門少・大尉を歴任すると共に、近江大掾・備前掾を兼任した。
文徳朝の斉衡2年（855年）従五位下に叙爵し、同年筑前介次いで筑前権守を遥任で兼ねる。のち、左兵衛佐・右衛門佐を経て、天安2年（858年）春宮大進次いで春宮亮を兼ねて春宮・惟仁親王に仕え、同年11月の惟仁親王の即位（清和天皇）に伴い、正五位下に昇叙された。またこの頃より内蔵権頭も務めている。
貞観4年（862年）従四位下に叙せられるが、翌貞観5年（863年）1月5日卒去。享年43。最終官位は従四位下行内蔵権頭。

## 官歴
『六国史』による。
- 承和年間：内舎人
- 時期不詳：正六位上。右衛門少尉。右衛門大尉。兼近江大掾。兼備前掾
- 斉衡2年（855年） 正月7日：従五位下。正月15日：筑前介。3月27日：筑前権守（遥任）
- 斉衡3年（856年） 2月8日：図書頭。日付不詳：左兵衛佐
- 天安元年（857年） 9月27日：右衛門佐
- 時期不詳：内蔵権頭
- 天安2年（858年） 正月16日：兼筑前守、内蔵権頭右衛門佐如元。閏2月20日：春宮大進（皇太子・惟仁親王）、右衛門佐筑前守如故。3月13日：春宮亮、右衛門佐如故。8月：解官（母服喪）。9月14日：内蔵権頭、左衛門佐。11月7日：正五位下
- 貞観4年（862年） 正月7日：従四位下
- 貞観5年（863年） 正月5日：卒去（従四位下行内蔵権頭）

## 系譜
『尊卑分脈』による。
- 父：藤原常嗣
- 母：藤原緒嗣の娘
- 妻：不詳
  - 男子：藤原高基

系図上、甥（弟・文弘の子）にあたる、澄影・影覧（いずれも母は藤原春津の娘）を興邦の子とする説もある。